# Сини Великої Ведмедиці (фільм)
«Сини Великої Ведмедиці» — художній фільм-вестерн, знятий в 1966 році на кіностудії ДЕФА режисером Йозефом Махом.

## Сюжет
Токей-іто, вождь «синів Великої Ведмедиці» з племені дакота, запрошений лейтенантом Роучем в Форт-Сміт. Токей-іто остерігається зради білих і радше би бився з ними разом з верховним вождем Шаленим Конем, але старійшини племені вирішили інакше. Коли він прибуває у Форт-Сміт у супроводі свого особистого ворога Фреда Кларка на прізвисько «Червоний Лис», і його підозри справджуються. Білі хочуть вигнати індіанців з їх землі, наданої їм відповідно до договору, оскільки там знайдене золото. Токей-іто відмовляється переселятись у резервацію з безплідними землями, і його саджають у тюрму. Перемігши непокірних індіанців і змусивши їх переселитись, білі випускають Токей-іто на свободу. Тим часом його співплемінники вже зрозуміли свою помилку; разом з Токей-іто вони вирішили утікати у вільну Канаду. Починається переслідування. У той час, коли плем'я перетинає кордон, Токей-іто вступає в останню сутичку з Червоним Лисом…

## В ролях
- Гойко Мітіч — Токеї-іто
- Іржі Врстала — Фред Кларк
- Рольф Рьомер — Тобіас
- Ганс Гардт-Гардтлофф — майор Семюел Сміт
- Карін Бівен — Кейт Сміт
- Герхард Рахольд — лейтенант Роуч
- Горст Йонішкан — Адамс
- Ханньо Хассе — Пітт
- Гельмут Шрайбер — Бен
- Бригітте Краузе — Дженні
- Каті Шекей — Уйнона
- Зепп Клозе — Шалений Кінь
- Дітмар Ріхтер-Райнік — лейтенант Уорнер
- Адольф Петер Гоффманн — Маттотаупа
- Йозеф Маєрчик — Четансапа
- Йозеф Адамович — Чапа
- Мілан Яблонський — Грім Гір
- Рольф Ріппергер — Джо
- Ганс Фінор — Хавандшита
- Горст Кубе — Томас